# Canadian Tire Centre
Canadian Tire Centre es una arena multipropósito ubicada en Kanata, un distrito de Ottawa, Ontario, Canadá. Es la sede de los Ottawa Senators de la Liga Nacional de Hockey.
Inaugurado con el nombre de The Palladium en enero de 1996, fue conocido como Corel Centre desde febrero de 1996 hasta febrero de 2006. Fue nombrado como Scotiabank Place de febrero de 2006 a 2013.
Además del hockey sobre hielo, el recinto acoge otros eventos, como conciertos musicales y exhibiciones de patinaje artístico sobre hielo. Entre sus instalaciones se encuentran el Salón de la Fama del Deporte de Ottawa, varios restaurantes, un complejo de fitness y diversos negocios. El Scotiabank Place tiene capacidad para 21 347 personas en eventos deportivos.

## Historia
Como parte de su oferta para instalar una franquicia en Ottawa, Terrace Corporation reveló la propuesta original para el desarrollo de la arena en una conferencia de prensa en septiembre de 1989. La propuesta incluía un hotel y una arena de 22 500 asientos —llamada The Palladium— en un sector de 0,42 km², todo rodeado por una miniciudad de 2 km², llamada West Terrace. El terreno de 2,4 km² había sido adquirido en mayo de 1989 por Terrace.
El sitio tenía cultivos agrícolas, los cuales debían ser rezonificados para proceder a construir. La entonces Ciudad de Kanata apoyó este procedimiento, pero el gobierno provincial y algunos residentes locales se opusieron, obligando a realizar audiencias públicas para la propuesta de la Junta Municipal de Ontario.
El permiso para mudar los cultivos vio la luz el 28 de agosto de 1991 con algunas condiciones: la arena debía ser reducida para albergar solo 22 500 asientos, se establecería una moratoria para desarrollar el terreno fuera de los 0,42 km² iniciales de la arena y, por último, el costo de la carretera que cruzaría la carreta 417 debía ser pagado por la corporación Terrace.